# 遊離骨移植術
遊離骨移植術（ゆうりこついしょくじゅつ、英: block bone graft）は、重度な骨吸収による骨欠損部にブロック状の自家骨を移植して骨再生を促す医療法である。

## 概要
ブロック状に採取した自家骨を欠損部に移植し、母床となる骨とブロック状の自家骨との間に破片状の骨を充填してスクリューで固定する。術より4ヶ月程度の骨再生期間を経てインプラント埋入可能な顎骨が生成される。なお歯科医院で施術を受ける場合、一般的に設備上の理由により下顎骨から骨採取が行われることが多い。